# François Louis Jean-Joseph de Laborde de Méréville
François Louis Jean-Joseph de Laborde (o Laborde de Méréville), nacido en 1761, muerto en 1802 en Londres, fue un banquero comercial y de inversión, diputado del Tercer Estado a los Estados Generales de 1789, y aficionado a los jardines Francia.

## Biografía

### Familia
Hijo de Jean-Joseph de Laborde, uno de los financieros más opulentos de los reinados de Luis XV y Luis XVI, enriquecido por el esclavo tráfico de esclavos, y de Rosalie de Nettine (1737-1820), relacionado con una familia de banqueros adscritos a la corte del Imperio austríaco, llevó el nombre de "Méréville", por el inmenso dominio de los Château de Méréville adquirido, bajo Luis XVI, por su padre en Beauce.
Su hermano, Alexandre Louis Joseph, marqués de Laborde es arqueólogo, autor de numerosas obras históricas, en particular sobre el arte de los jardines. él era el padre de Léon de Laborde, director de los Archivos del Imperio, curador del Museo del Louvre, y diputado de Seine-et-Oise.
Su hermana, Nathalie de Laborde, casada con Charles de Noailles, duque de Mouchy, fue una de las amantes de Chateaubriand.

### Compromisos
Tomó parte en la guerra de Independencia de Estados Unidos bajo las órdenes de Rochambeau. Era primo del Príncipe de Poix y por lo tanto relacionado, a través de su hermana Nathalie, con el General La Fayette.
Es el procurador general y especial de vivienda de su padre en Saint-Domingue.
Miembro en 1789 del comité des Trente que se reunió en Adrien Duport para preparar la elección de los diputados a los Estados Generales, fue elegido diputado de los Nivel de Sellos.
Tuvo una relación con Thérésa Tallien (Mlle Cabarrus) - quien se convirtió en la marquesa de Fontenay - quien probablemente fue su amante al comienzo de la Revolución.
En 1792 financió y organizó la venta y el transporte a Inglaterra de parte de la Colección de pinturas de los duques de Orleans, comprándola al artista banquero de Bruselas Édouard de Walckiers  por la suma de casi un millón de francos, suma que recuperaría en Londres al revender todos los lienzos del mercado en 1798 a Michael Bryan por £43.500.
En asociación con los banqueros cercanos a los políticos, Walter Boyd y William Ker, de Boyd, Ker & Cie, rue de Grammont, organizó durante los disturbios revolucionarios la red de distribución de dinero que golpearía duramente a un cierto número de convencionales miembros y administradores de la Comuna de París.
Después del 10 de agosto de 1792, pasó a la clandestinidad contrarrevolucionaria, en contacto con Calonne, exministro de Luis XVI, su tío materno.